# الغسل والمسحة

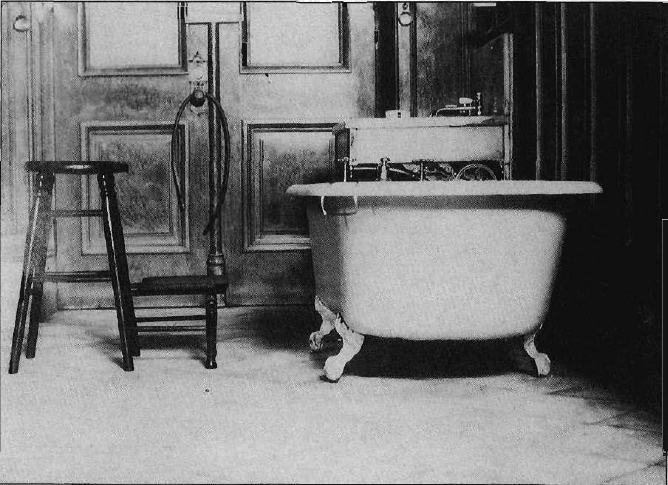
غرفة من أصل عشرة غرف ل
لغسيل والمسحة في معبد سولت لايك المورموني وتعود الصورة حوالي عام 1911.

تمارس كنيسة يسوع المسيح لقديسي الأيام الأخيرة طقس غسيل الجسد بشكل كامل إلى جانب مسحة الميرون وهو ما يعرف باسم طقس الغسل والمسحة (بالإنجليزية: Washing and anointing)‏ كجزء من الطقوس الدينية أو إعلان الإيمان. كما أن الطقس هو من طقوس الطهارة أو الوضوء الخاصة في البالغين، وعادًة ما يبدأ المورموني بممارسة الطقس بعد سنة على الأقل من حصوله على سر المعمودية.
في طقس الغسل يتم غسل الجسد بالماء ومسحه مع العطور كرمز لغسل «الدم والخطايا من هذا الجيل». بعد الغسل، يتم مسح رأس الشخص بالميرون أو زيت مكرس. بعد طقس الغسل والمسحة، يرتدي المشارك في الطقوس الدينية ثوب أبيض دلالة على الطهارة. يربط المورمون طقوس الغسل والمسحة في الكتاب المقدس. منذ 27 مارس عام 1836 تبنت كنيسة يسوع المسيح لقديسي الأيام الأخيرة الطقس الكتابي غسل الأرجل والوجوه.